# Национальный дом парламента Бангладеш
Национальный дом парламента Бангладеш (бенг. জাতীয় সংসদ ভবন) — здание Национальной ассамблеи Бангладеш, расположенное в Шер-э-Бангла Нагар в Дакке. Комплекс сооружений, спроектированный архитектором Луисом Каном, когда Бангладеш ещё была частью Пакистана.  Является одним из крупнейших правительственных зданий в мире, занимая 200 акров.
Здание было показано в фильме 2003 года «Мой архитектор», в котором подробно рассказывается о карьере и семейном наследии архитектора Луиса Кана. Роберт Маккартер, автор книги «Луис И. Кан», назвал Национальную ассамблею Бангладеш одним из самых значительных зданий XX века.

## История
До завершения строительства Национального дома, парламентарии располагались в здании Old Sangsad Bhaban, который в настоящее время служит резиденцией офиса премьер-министра.
Строительство началось в 1961 году, когда Бангладеш являлся Восточным Пакистаном, во главе с президентом Мухаммедом Айюбом Ханом и со столицей в Исламабаде. В рамках усилий по уменьшению неравенства и сепаратистских тенденций в Восточном Пакистане Айюб Хан стремился сделать Дакку второй столицей с соответствующим зданием для собраний.
Проектно-сметная документация была разработана Луисом Каном. Правительство обратилось за помощью к активисту из Южной Азии и архитектору Мужарулу Исламу, который порекомендовал привлечь для этого проекта лучших архитекторов мира. Сначала он попытался привести Алвара Аалто и Ле Корбюзье. Затем Мужарул Ислам заручился поддержкой Луиса Кана, своего бывшего учителя в Йельском университете.
Строительство было остановлено во время войны за независимость Бангладеш в 1971 году и завершилось 28 января 1982 года. Луис Кан умер, когда проект был завершен примерно на три четверти, строительство продолжалось при Дэвиде Висдоме, который работал на Кана.

## Архитектура и дизайн
Луис Кан спроектировал весь комплекс Национального дома парламента, который включает газоны, озеро и жилые дома для членов парламента (депутатов). Ключевая философия дизайна архитектора заключалась в том, чтобы представить бенгальскую культуру и наследие, в то же время оптимизируя использование пространства. Внешний вид здания выглядит достаточно простым, имеет огромные стены и большие проёмы правильной геометрической формы. Главное здание, которое находится в центре комплекса, разделено на три части — Main Plaza, South Plaza и Presidential Plaza. Искусственное озеро окружает с трёх сторон главное здание Национального дома и простирается до общежития для членов парламента.